# Габріель Шварцман
Габріель Шварцман (рум. Gabriel Schwartzman; нар. 23 жовтня 1976, Бухарест) – американський шахіст румунського походження, гросмейстер від 1993 року.

## Шахова кар'єра
На перетині 1980 - 1990-х років його вважали одним з найталановитіших гравців молодого покоління у світі. 1992 року отримав звання міжнародного майстра, а наступного року став гросмейстером (у віці 17 років, що тоді було подією винятковою). Тричі посідав верхні місця на чемпіонатах світу серед юніорів: Тімішоара 1988 (у категорії до 12 років) – срібна медаль, Фонд-дю-Лак 1990 (до 14 років) – бронзова медаль і Дуйсбург 1992 (до 16 років) – те місце.
1991 року поділив 3-тє місце (позаду Гаспара Мате і Золтана Варги) в Верфені. У 1992 році поділив 1-ше місце (разом з Джордже-Габрієлом Грігоре) на турнірі за круговою системою в Одорхею-Секуєску. 1993 року переміг у Бухаресті. 1994 року єдиний раз у своїй кар'єрі виступив у фіналі чемпіонату Румунії, поділивши 4-5-те місце (позаду Міхаїла Маріна, Андрея Істрецеску і Драгоша Думітраке, разом з Константіном Іонеску) і поділив 3-тє місце на турнірі Hoogovens–B у Вейк-ан-Зеє (позаду Ларса Бо Гансена і Фрісо Нейбура, разом з Олександром Войткевичем і Люком Вінантсом).
Починаючи з кінця 1995 року на міжнародній арені представляє США. 1996 року досягнув одного з найбільших успіхів в кар'єрі, одноосібно перемігши на турнірі US Open в Александрії, а в 1997 році взяв участь у фіналі чемпіонату США, посівши 4-те місце в групі B. У 1999 році знову добре виступив на турнірі US Open (у місті Рено), поділивши 1-ше місце разом з Олексієм Єрмолінським, Олександром Гольдіним, Едуардасом Розенталісом, Олександром Шабаловим і Майклом Муляром). Починаючи з 2001 року не бере участі в турнірах під егідою ФІДЕ.
Найвищий рейтинг Ело в кар'єрі мав станом на 1 січня 2000 року, досягнувши 2537 очок займав тоді 17-те місце серед американських шахістів.

## Зміни рейтингу
| На цьому місці має відображатися графік чи діаграма, однак з технічних причин його відображення наразі вимкнено. Будь ласка, не видаляйте код, який викликає це повідомлення. Розробники вже працюють для того, щоби відновити штатне функціонування цього графіка або діаграми. | |
| | На цьому місці має відображатися графік чи діаграма, однак з технічних причин його відображення наразі вимкнено. Будь ласка, не видаляйте код, який викликає це повідомлення. Розробники вже працюють для того, щоби відновити штатне функціонування цього графіка або діаграми. |